# Histoire de la cartographie
Pour un article plus général, voir Cartographie.
L'histoire de la cartographie est le reflet des connaissances techniques nécessaires à l'établissement de cartes, de l'Antiquité à nos jours. La cartographie est une partie intégrante de l'histoire de l'humanité depuis longtemps, peut-être même depuis 8000 ans. Des peintures rupestres aux anciennes cartes de Babylone, de la Grèce à l'Asie, de l'âge de l'exploration jusqu'au XXIe siècle, l'humanité a créé et utilisé des cartes comme outils essentiels pour l'aider à définir, expliquer ses chemins à travers le monde, et naviguer. Les cartes furent au début des dessins en deux dimensions ; la représentation terrestre ou stellaire est quelquefois en trois dimensions (globes, modèles). Elles peuvent être stockées sous des formats purement numériques.

## Premières cartes connues

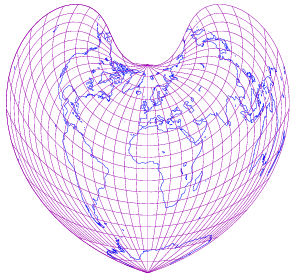
Quand il doit couvrir de grandes surfaces, une des premières difficultés du cartographe, est de choisir un système de projection.

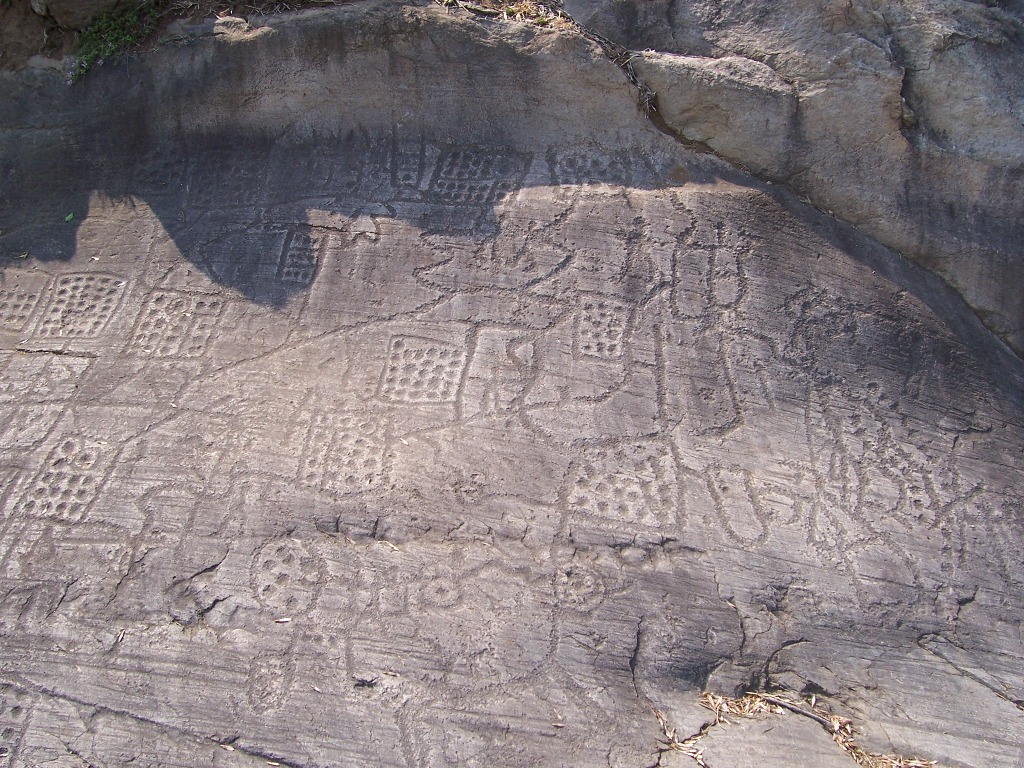
Carte de Bedolina dans le Val Camonica.

Les premières cartes connues représentent les étoiles et non la terre. Des points datés de 16500 av. J.-C., trouvés sur les parois de la grotte de Lascaux en France, montrent une partie du ciel nocturne incluant trois des étoiles les plus brillantes Véga, Deneb, et Altaïr (le Triangle d'été), ainsi que l'amas des Pléiades. La grotte d'El Castillo en Espagne possède également une carte de la Couronne boréale datée de 12000 av. J.-C..
L'art rupestre, peinture ou gravure, utilise des éléments visuels simples qui peuvent avoir contribué à la reconnaissance des caractéristiques du paysage tels que des collines ou des logements. En 2025, des motifs sculptés sont découverts dans l'abri de la Ségognole (forêt de Fontainebleau), qui représenteraient une carte miniature du réseau hydrographique local, vieille de 14 000 ans, une preuve inattendue des connaissances cartographiques des chasseurs-cueilleurs du Paléolithique supérieur.
La carte de Bedolina est un pétroglyphe préhistorique reconnu comme l'une des plus anciennes cartes topographiques, les figures les plus anciennes ayant semble-t-il été gravées à la fin de l'Âge du bronze (3000-1000 av. J.-C.). En avril 2021, un article concernant la dalle gravée de Saint-Bélec redécouvre cet artefact mis au jour en Bretagne en 1900 et démontre qu'elle est également une représentation cartographique datant de l'Âge du bronze ancien (2150-1600 avant notre ère).

## Antiquité
Dans l'Antiquité, vers 150 ap. J.-C.,  le Grec Ptolémée prépare une carte générale du monde connu avec des cartes secondaires qui fournissent des noms de fleuves, de peuples, de villes ou de promontoires dont la localisation est basée sur une réflexion scientifique, mais dont la réalisation pratique est incertaine.

## Moyen Âge

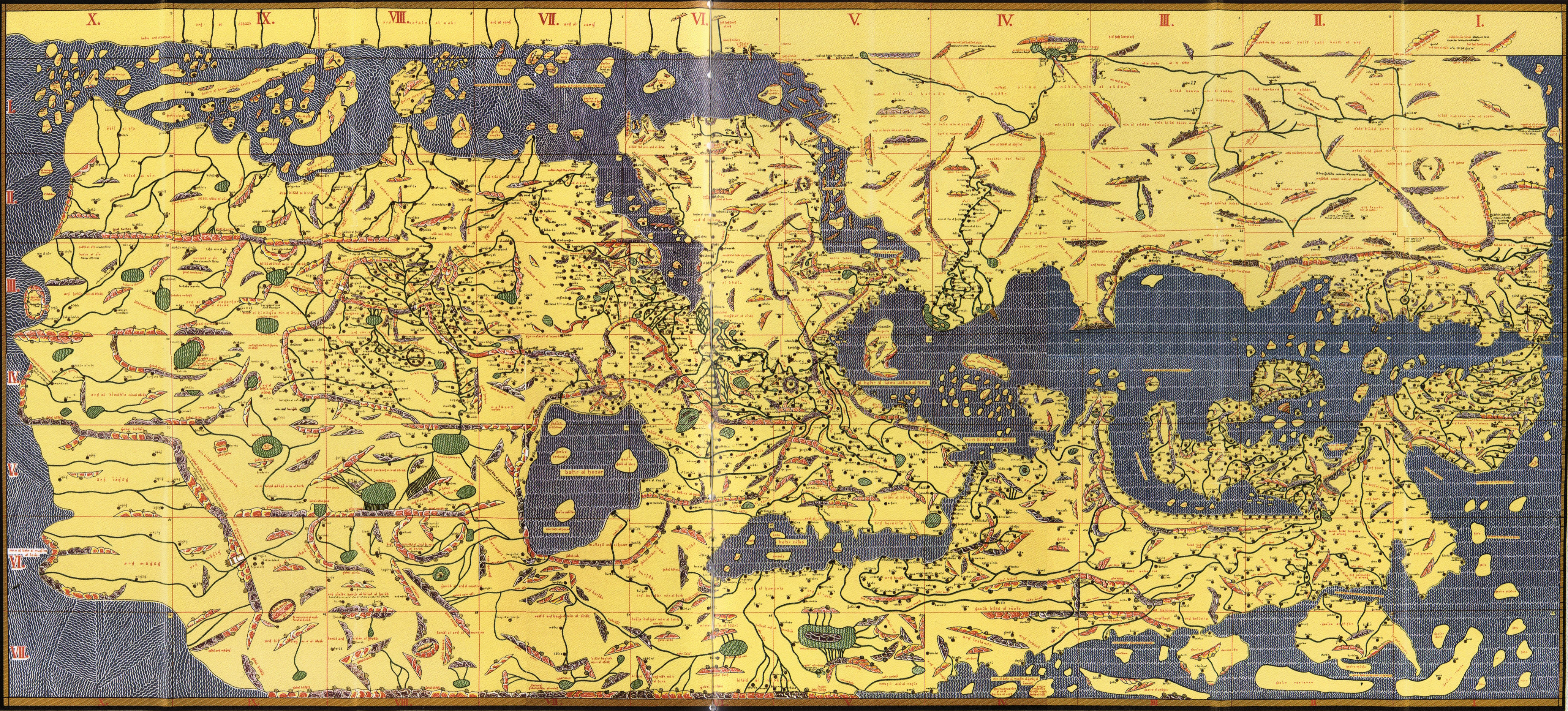
La Tabula Rogeriana (1154), créée par Al Idrissi, est une carte du monde orientée au sud.

Au IXe siècle, l'Église représente le monde de façon cosmogonique : les cartes en T. Jérusalem est au centre, seules existent l'Europe, l'Afrique et l'Asie, entourées d'un océan. Ces représentations sont directement inspirées des connaissances de la période biblique. Ce type de cartes ne servait pas à se repérer. Elles étaient un support à la réflexion philosophique et religieuse. Les premières représentations cartographiques naissent au XIIe siècle. La Table de Peutinger sert alors d'itinéraire entre plusieurs villes et/ou régions, de façon linéaire. En 1154, le géographe arabe Al Idrissi réalise une carte du monde, très précise pour l'époque, la Tabula Rogeriana.
Vers la fin du XIIIe siècle, un nouveau type de carte apparaît : le portulan, très utile aux marins. Il représente les ports de commerce, les amers (objets fixes et visibles servant de point de repère en mer ou sur la côte), les îles et les abris, etc., mais l'intérieur des côtes reste vierge. La Carte d'Avignon est le plus ancien portulan que l'on ait découvert, il date du XIIIe siècle.

### Ecole majorquine

Les six parchemins constituant l'Atlas Catalan, de 1375, attribué aux Cresques

Au XIVe siècle, l'École majorquine de cartographie connaît une belle renommée, après Angelino Dulcert, sous l'influence d'Abraham Cresques, puis de l'un de ses fils, Jehuda Cresques, avant leur départ forcé pour le Portugal du fait de leur judéité. Le premier des Cresques est l'auteur de l'Atlas catalan, présent dans les collections du roi de France Charles V en 1380 et considéré comme le chef-d'œuvre de la cartographie du XIVe siècle. Leur rôle dans la découverte des routes maritimes océaniques est reconnu.
(pt)Mecia de Viladestes, Gabriel de Vallseca (dont l'une des cartes sera acquise par Amerigo Vespucci) ou encore, Matheus Prunes prolongeront cette tradition cartographique.

« À Majorque, escale entre l'Europe et l'Afrique, va naître une école de cartographie essentielle. Abraham et Yaffuda Cresques sont au cœur de la recherche nouvelle qui va permettre les premiers pas sur l'océan. »

— Le Maître des boussoles
L'œuvre et les techniques d'Abraham Cresques, chef de file de l'école majorquine de cartographie, à Palma de Majorque, restent mal connues. Il fut maître des cartes du roi d'Aragon. Cette école, selon Charles de la Roncière avait une grande renommée.

## Époque moderne

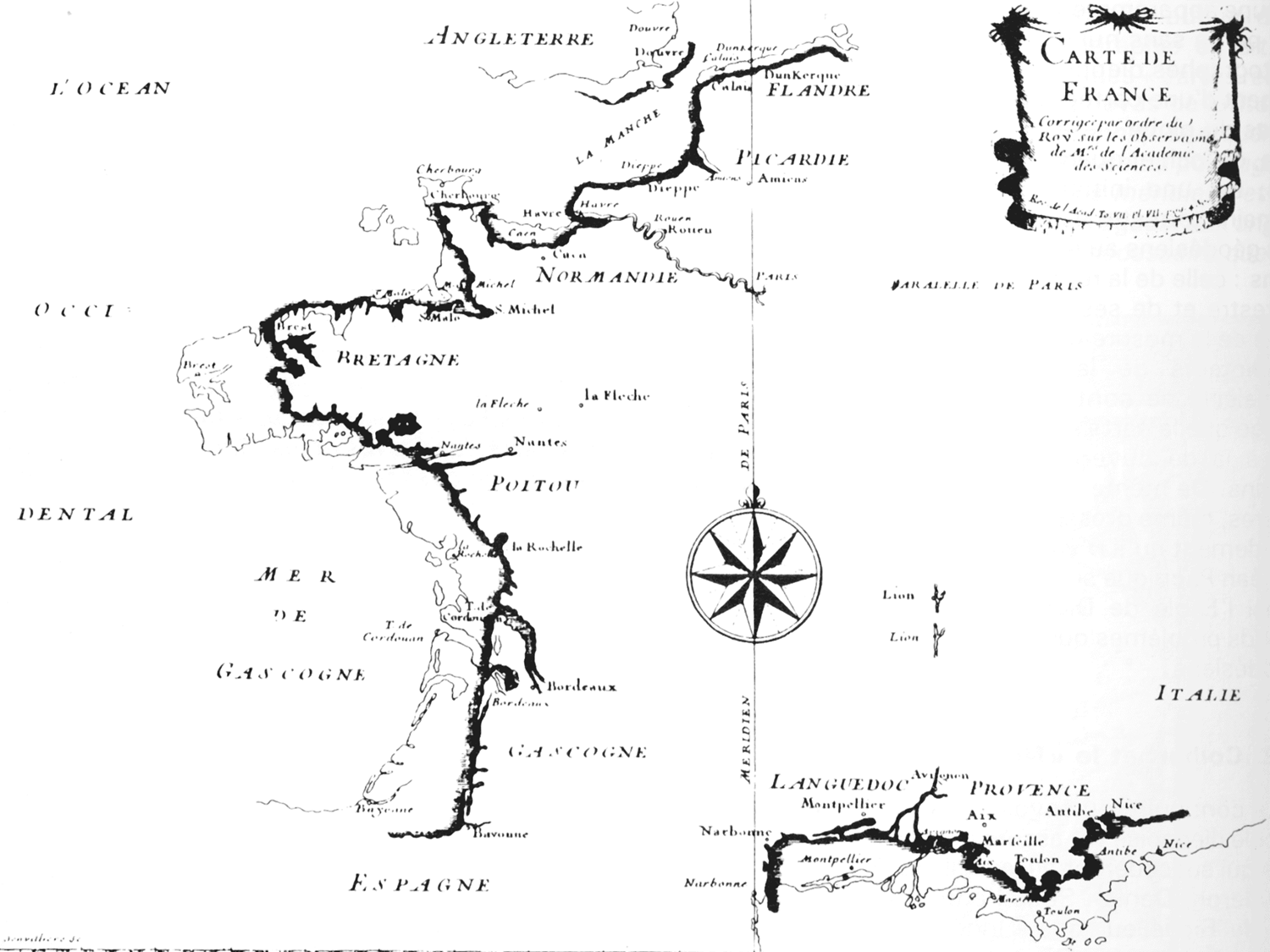
Carte du littoral français rectifiée par l'Académie Royale en 1692, en particulier par des mesures de longitudes basées sur l'observation des satellites de Jupiter. Bien que très éloignée de la précision actuelle des cartes marines ou terrestres, elle s'en approchait de façon remarquable.

En 1553, la première carte de France est dressée par Oronce Fine. Elle témoigne de la volonté du pouvoir politique de marquer sa présence sur le territoire, de s'affirmer, de se construire des limites, des frontières, pour aménager son territoire, entre autres par la fiscalité et la consolidation des marchés économiques internes. À la même époque, apparaissent les premiers plans terriers, ancêtres du cadastre actuel. Jusqu'au XIXe siècle, hormis leur usage pour la navigation, les cartes sont principalement utilisées par l'administration pour déterminer et connaître un espace d'influence, plutôt que par les voyageurs pour s'orienter.
À l'époque moderne, les cartes se veulent une reproduction fidèle d'un paysage, d'une portion de l'espace terrestre : tous les éléments constitutifs d'un paysage sont représentés selon des conventions, avec des symboles. Chaque élément est représenté à l'échelle de la réalité ; les éléments trop petits en surface plane sont remplacés par des symboles d'une taille proportionnelle à leur importance relative (noms des villes de plus en plus grands selon leur population ou leur fonction administrative).
Au XVIe siècle apparait à Dieppe une importante école de cartographie. Menée par Pierre Desceliers, celle-ci permet la réalisation de nombreuses cartes et mappemondes, basées à la fois sur les portulans des marins portugais et sur les dernières connaissances acquises par l'exploration du Canada à laquelle les marins dieppois participaient activement.
Ensuite, la cartographie progressera par la mise au point de nouvelles techniques et par la volonté des pouvoirs politiques de maîtriser leurs territoires : en témoigne le soutien que recevaient les missions cartographiques des toutes puissantes sociétés géographiques de la fin du XIXe siècle. Après les excellents travaux de James Rennell (1742-1830) en Inde, le Royaume-Uni fonde l'Ordnance Survey afin de cartographier son territoire, avec l'objectif initial de lutter contre les révoltes jacobites.
L'élaboration des techniques de détermination de la longitude et de la latitude sont deux étapes décisives dans l'histoire de la cartographie,.

### France

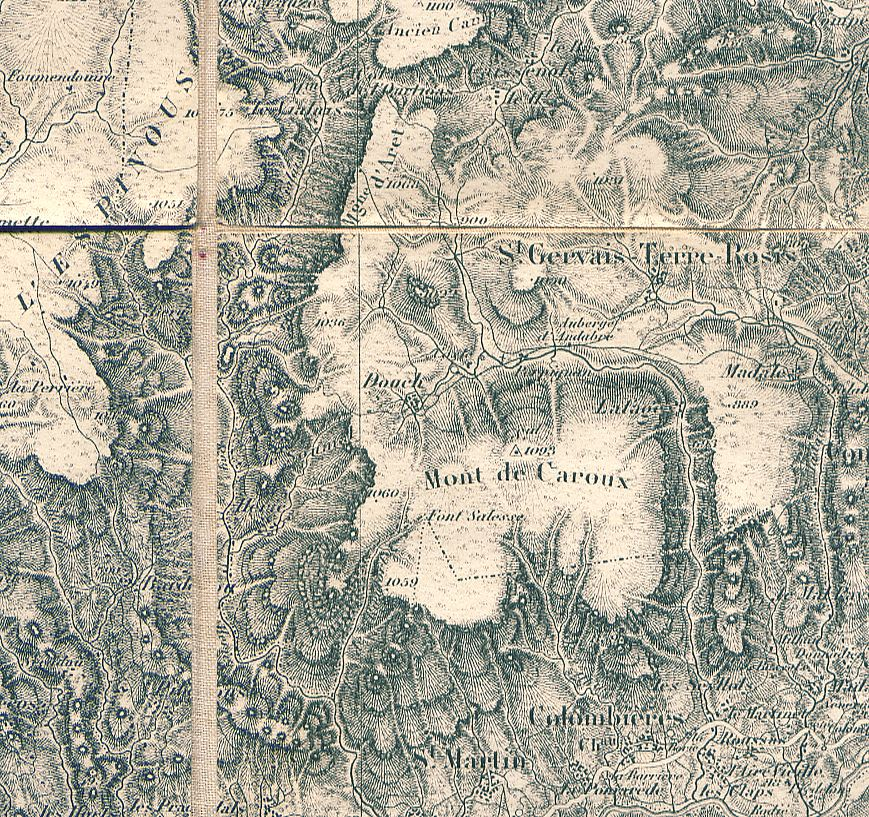
Extrait de la carte d'état-major

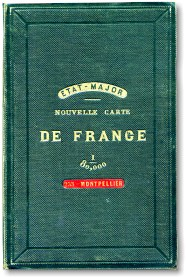
Couverture de la carte d'État-Major de 1866

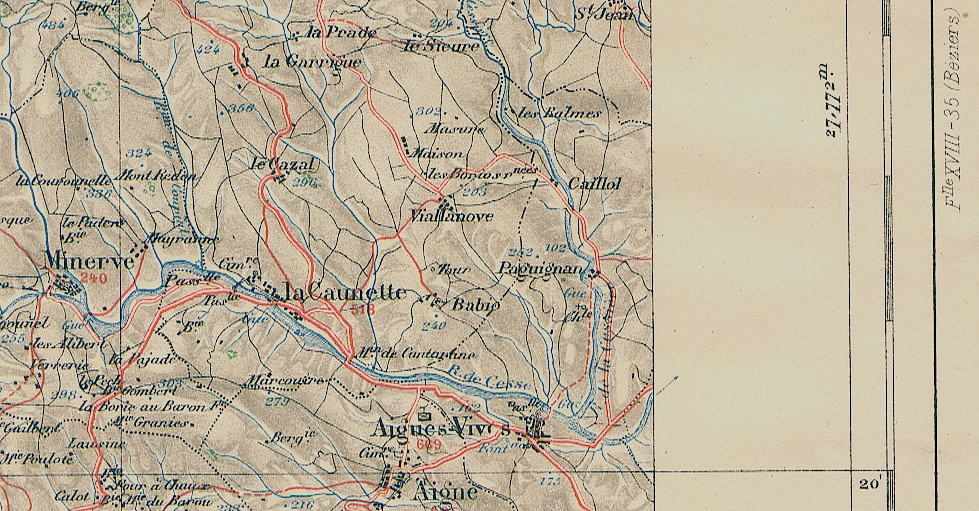
Extrait de la carte du service vicinal

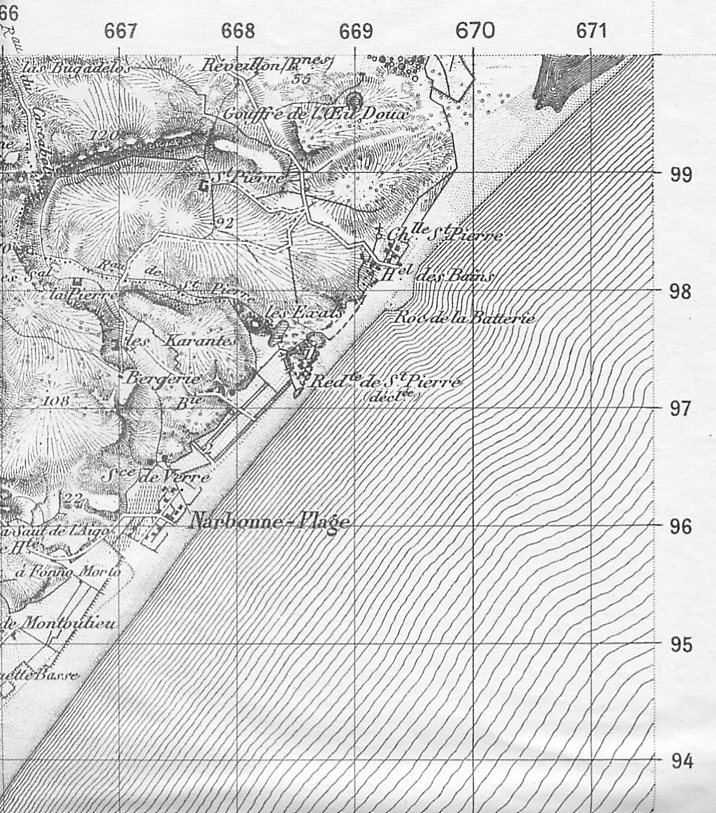
Extrait de la carte au 1/50000

En France, la première carte générale du territoire fut dressée par la famille Cassini au XVIIIe siècle, à l'échelle d'une ligne pour cent toises, autrement dit une échelle de 1/86 400. Un centimètre sur la carte correspond à environ 864 mètres sur le terrain.
Cette carte constitue pour l'époque une véritable innovation et une avancée technique décisive. Elle est la première carte à s'appuyer sur une triangulation géodésique dont l'établissement prend plus de cinquante ans. Les quatre générations de Cassini se succédent pour achever ce travail. Cette carte, encore dénommée Carte de Cassini ou carte de l'Académie, est toujours consultée de nos jours par les chercheurs (géographes, historiens, généalogistes, etc.). Le travail des Cassini laissa même son empreinte sur le terrain : on trouve encore aujourd'hui des toponymes dits Signal de Cassini, qui révèlent les lieux où s'effectuèrent les mesures de l'époque. Ces points de repère correspondent aux sommets des quelque mille triangles qui formaient le géodésique de la carte de Cassini.
En 1808, Napoléon Ier décide l'établissement d'une carte destinée à remplacer celle de Cassini ; sa mise en œuvre se fait entre 1817 et 1866 en essayant plusieurs échelles différentes. C'est une carte à l'usage des militaires : la carte de l'état-major, à l'échelle du 1/80 000. Cette désormais célèbre carte d'état-major fut levée et dessinée par le Dépôt de la Guerre, devenu ensuite le Service géographique de l'armée, et remplacé plus tard par l'Institut géographique national (IGN).
Les cartes au 1/80 000 se présentaient le plus souvent sous la forme d'une mosaïque de carrés de papier collés sur une toile, elle-même pliée et protégée par une couverture cartonnée et entoilée très dure ; elle pouvait ainsi répondre aux contraintes de terrain des militaires et des gendarmes.
Dès le début de la Première Guerre mondiale (1914-1918), les difficultés de lecture à cette échelle amenèrent l'état-major à réaliser une carte au 1/50 000, plus commode, sur laquelle apparaît un quadrillage kilométrique très pratique sur le terrain.
C'est sur la base de cette carte au 1/50 000 que sera créée la carte au 1/25 000 de l'IGN, appelée aujourd'hui carte de randonnée mais que les Français ont appelé longtemps, par habitude, carte d'état-major.

## Référence
- (en) Cet article est partiellement ou en totalité issu de l’article de Wikipédia en anglais intitulé « History of cartography » (voir la liste des auteurs).

1. ↑  (en) « Slide #100: The Earliest Known Map », sur Henry Davis Consulting
2. ↑  (en) « Ice Age star map discovered », BBC News,‎ 9 août 2000 (lire en ligne).
3. ↑  (en) Thomas Frenz, « Tutorials in the History of Cartography – Overview »
4. ↑  Médard Thiry et François Savatier, « Une « carte » datant de 14 000 ans découverte dans la forêt de Fontainebleau », Pour la science,‎ 18 mars 2025 (lire en ligne , consulté le 21 mars 2025).
5. ↑  Beltrán Llorís M., 1972. Los grabados rupestres de Bedolina (Valcamonica), BCSP, vol. VIII, Capo di Ponte (BS): 121-158
6. ↑  « La plus ancienne carte d’Europe ? », sur INRAP, 6 avril 2021 (consulté le 3 mai 2021) : « La dalle ornée de Saint-Bélec à Leuhan (Finistère) est probablement la plus vieille représentation cartographique d’un territoire connue en Europe. »
7. ↑  « The Avignon chart - The Brussels Map Circle », sur www.bimcc.org (consulté le 28 février 2025)
8. 1 2  Ingrid- Houssaye Michienzi, Datini, Majorque et le Maghreb (14e-15e siècles), 2013, 724 p. (ISBN 978-90-04-24543-3, lire en ligne), p. 406.
9. 1 2  G. De Reparaz-Ruiz, « Essai sur l'histoire de la géographie de l'Espagne de l'antiquité au XVe siècle (fin) », Annales du Midi, vol. 52, no 207,‎ 1940, p. 280–341 (DOI 10.3406/anami.1940.5548, lire en ligne, consulté le 31 octobre 2020)
10. ↑  « Catalan - En Bref », sur expositions.bnf.fr (consulté le 9 mai 2021)
11. ↑  « Cartographes majorquins, Pascale Rey », sur www.pascalerey.com (consulté le 9 mai 2021)
12. ↑  « [Carte marine de l'océan Atlantique Nord-Est, de la mer Méditerranée, de la mer Noire, de la mer Rouge, d'une partie de la mer Caspienne, du golfe Persique et de la mer Baltique] / Mecia de Viladestes me fecit in anno MCCCCXIII », sur Gallica, 1413 (consulté le 7 août 2020).
13. ↑  Pascale Rey, Le Maître des boussoles, Paris, JC Lattès (lire en ligne)
14. ↑  Yoro K. Fall, L'Afrique à la naissance de la cartographie moderne : les cartes majorquines, XIVe – XVe siècles, 1982, 295 p. (ISBN 978-2-86537-053-5, lire en ligne), p. 36.
15. ↑  Disponible sur le site de la Bibliothèque nationale de France
16. ↑  Florence Trystram, 2001, Le procès des étoiles. Récit de la prestigieuse expédition de trois savants français en Amérique du Sud, 1735-1771, Paris, Petite Bibliothèque Payot
17. ↑  Dava Sobel, 1996, Longitudes, Paris, Lattès

### Émissions de radio
- « La fabrique de l'histoire. Cartes », sur franceculture.fr, 11-14 avril 2016 (consulté le 14 avril 2016)
  - 1/4 : entretien avec Miranda Spieler puis avec Jean-Paul Amat ;
  - 2/4 : les Cassini, carte sur table ;
  - 3/4 : émission autour de la cartographie coloniale en Algérie ;
  - 4/4 : débat historiographique : la cartographie médiévale